# Holy Fire
Holy Fire è il terzo album dei Foals, pubblicato l'11 febbraio 2013. Il 19 ottobre 2012, la band ha annunciato il nome dell'album attraverso la loro pagina ufficiale di Facebook. Una settimana dopo, invece è stata rivelata la data esatta della pubblicazione del loro nuovo album.
I primi due singoli, che hanno anticipato l'album sono stati: Inhaler, pubblicato il 5 novembre 2012 e My Number, pubblicato il 17 dicembre 2012.
L'album ha raggiunto il primo posto in Australia, il secondo in Inghilterra e il settimo in Irlanda.
Inhaler viene premiata dal NME come miglior canzone del 2013. Già con il precedente album avevano vinto questo premio, con la canzone Spanish Sahara premiata come miglior canzone del 2010.
Il disco ha ricevuto la nomination ai Mercury Prize 2013.

## Tracce
1. Prelude
2. Inhaler
3. My Number
4. Bad Habit
5. Everytime
6. Late Night
7. Out of the Woods
8. Milk & Black Spiders
9. Providence
10. Stepson
11. Moon

## Formazione
- Yannis Philippakis - voce
- Jimmy Smith - chitarra
- Walter Gervers - basso
- Edwin Congreave - tastiere
- Jack Bevan - batteria